# Neues Deutschland

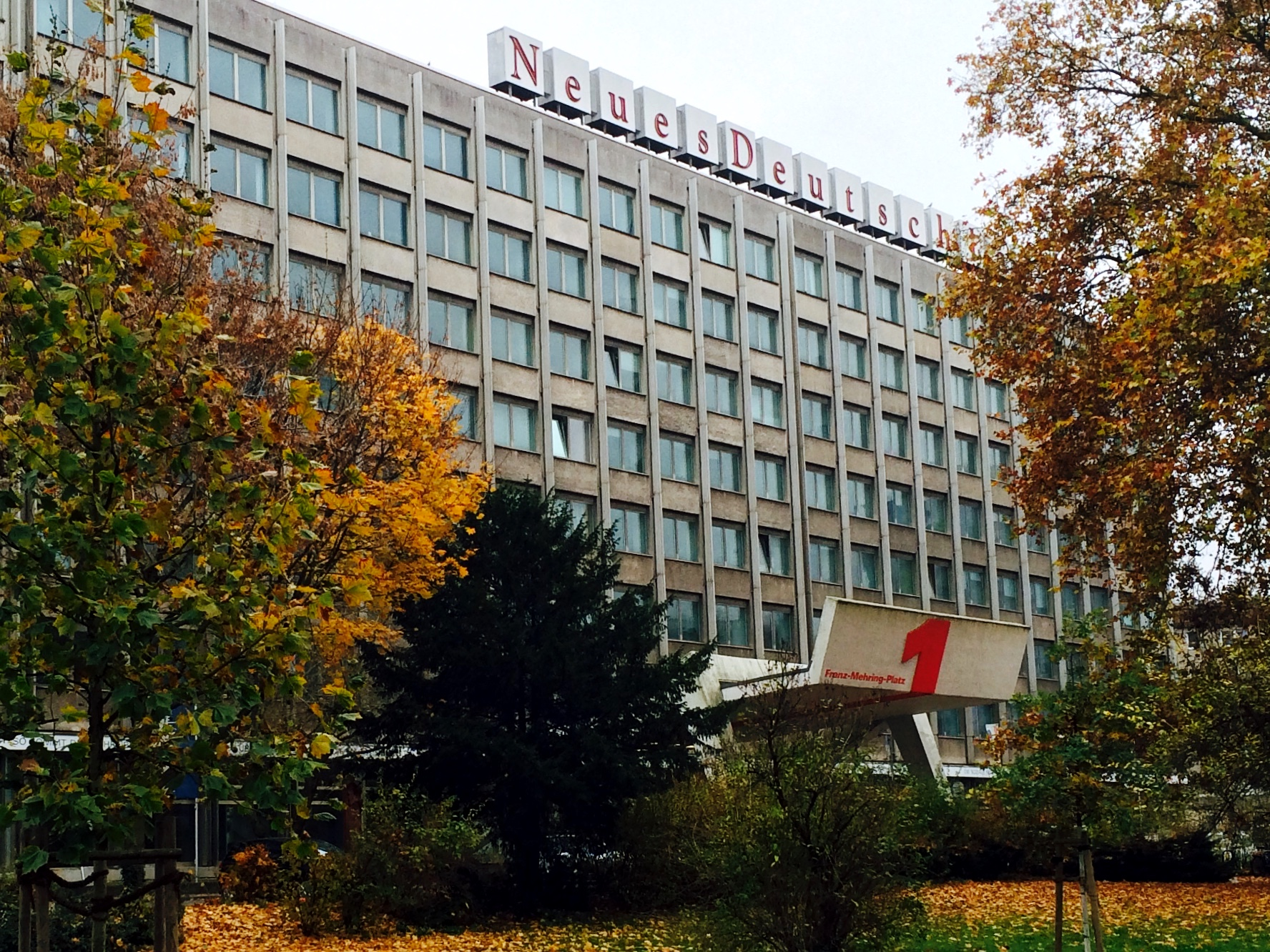
Budynek Redakcji Neues Deutschland

Neues Deutschland („Nowe Niemcy”) – dziennik, organ dawnej partii komunistycznej w NRD (Niemieckiej Socjalistycznej Partii Jedności, Sozialistische Einheitspartei Deutschlands, SED). Gazeta utworzona w 1946, wydawana w Berlinie i kolportowana w całym kraju w nakładzie rzędu 400 tysięcy egzemplarzy. Jedno z najważniejszych narzędzi propagandy komunistycznej w NRD.
„Neues Deutschland”, wspólnie z czechosłowackim dziennikiem partyjnym „Rudé právo” i polskim „Trybuna Ludu” był organizatorem dorocznego wyścigu kolarskiego – Wyścigu Pokoju.
Po zjednoczeniu Niemiec nakład „Neues Deutschland” drastycznie się zmniejszył i sięga dziś około 40 tysięcy egzemplarzy, pozostaje jednak najczęściej czytanym dziennikiem ponadregionalnym we wschodnich krajach związkowych. Światopogląd prezentowany przez gazetę jest bliski światopoglądowi partii socjaldemokratycznej Die Linke, do której należy część udziałów dziennika.

## Siedziba
Mieści się w dzielnicy Berlin-Friedrichshain, przy Franz-Mehring-Platz 1.